# 32001 Golbin
32001 Golbin este un asteroid din centura principală de asteroizi.

## Descriere
32001 Golbin este un asteroid din centura principală de asteroizi. A fost descoperit pe 29 aprilie 2000 la Socorro, New Mexico, în cadrul proiectului LINEAR. Asteroidul prezintă o orbită caracterizată de o semiaxă mare de 2,57 ua, o excentricitate de 0,20 și o înclinație de 2,3° în raport cu ecliptica.